# Correspondance des toponymies lorraines en français et en allemand
Les divers toponymes de Lorraine sont souvent connus par des noms très différents selon la langue dans laquelle on s'exprime. Cet article permet de comprendre l'origine linguistique et historique de cette diversité et liste un certain nombre de correspondances.

## Aspects linguistiques

### LeDéterminant-déterminédes Romano-Francs
L'origine des toponymes est parfois sujette à controverses. C'est encore plus le cas en Lorraine où les occupations successives ou simultanées par des peuples différents et les changements de nationalité ont souvent plus qu'ailleurs influencé la toponymie.
Comme dans toutes les régions marquées par l'influence germanique, les adjectifs ou les appellatifs précédent le plus souvent le nom déterminé. Une grande partie de ces noms de lieux est formée avec le nom d'un seigneur ou propriétaire local. Il semble cependant que certains aspects topographiques, religieux ou historiques particuliers aient pu jouer un rôle plus important qu'il est difficile de déterminer dans les formations d'origine gallo-romaine notamment. Si les toponymes gaulois sont souvent mal éclaircis, faute d'une connaissance suffisante de cette langue, les toponymes romans jouent souvent le rôle de Decknamen de ces toponymes celtiques plus anciens qui ont été rhabillés à la romane.
Les Francs rhénans et saliens, un certain temps aussi les Alamans en Lorraine orientale ont introduit des toponymes germaniques. Une pratique patronymique romano-franque s’est développée à partir de l’époque mérovingienne en fusionnant des habitudes romaines et germaniques.
La règle germanique de la composition des mots de droite à gauche, c'est-à-dire l'ordre déterminant-déterminé, régit largement la formation des toponymes lorrains, aussi bien en langue germanique qu’en dialecte roman. Car le patois lorrain place par exemple l’adjectif épithète avant le nom qu’il qualifie. Un « blanc rupt » est « un ruisseau blanc » (sous-entendu clair et transparent). Cela vaut surtout pour les oronymes et les toponymes des lieux-dits qui ont beaucoup recours au patois local. Gérardmer (Giraumouè) est le « Lac de Gerold », qui peut donc se traduire dans le même ordre en langue allemande : Geroldsee. L'usage de Geroltzsee est d'ailleurs attesté localement dès 1484,.
Cette donnée est fondamentale dans la toponymie romane et l'ordre déterminant-déterminé est la règle en Normandie (sauf Avranchin), Picardie, Nord-Pas-de-Calais, Champagne-Ardenne, nord de la Franche-Comté et de l'Île-de-France, il n'est donc pas étonnant que l'on retrouve ce mode de composition en Lorraine romane. Dans l'ouest et le sud, l'ordre inverse déterminé-déterminant domine nettement. Ainsi oppose-t-on par exemple les Neufchâteau, Neufchâtel, Neuville, Neubourg du nord, aux Chateauneuf, Castelnau, Villeneuve et Bourgneuf plus au sud. Même si un Lorrain ne se sent pas tout à fait en terre connue en Flandre à cause des formes flamandes (-kerque, -em, -hem, -hout, -brouck, -berghe, -dorp) légèrement différentes des formes allemandes, et encore un peu plus en Normandie avec les appellatifs anglo-norrois (-crique-, -ham, -londe, brique- [?], hougue / hogue, Torp(s) / -tour(ps)), il peut ressentir sans difficulté une pratique commune (-kirch, -om, -heim, -holtz, -bruck, -berg, -troff / -droff).
En Lorraine germanophone, le mot dorf « village » est souvent passé à troff par durcissement de /d/ en /t/ et métathèse de /r/.

La terminaison -ange et -anges en France.

Les toponymes en -ange (< germanique commun -ing) sont typiquement lorrains et correspondent à un recul relativement récent des parlers germaniques en Lorraine. Ailleurs cette forme est exceptionnelle si l'on excepte le Luxembourg et la partie luxembourgeoise de la Wallonie. En Flandre et en Artois, -inge, -in, -ain, ses correspondants, sont aussi l'expression d'un recul du flamand ou du moins d'une volonté de francisation des toponymes. En zone romane, où les parlers germaniques ont disparu très tôt, on trouve le suffixe sous les formes -ans en Franche-Comté ou en Bourgogne, dans le Sud-Ouest et un peu le Languedoc sous les formes -eins, -ens, -ein et parfois aussi -ans. Ce suffixe est beaucoup plus rare à l'ouest, où il revêt parfois la forme -an ou -anges. Son absence est remarquable en Picardie septentrionale, région où la toponymie romane est la plus « germanisée » de France par ailleurs.
Paradoxalement, on ne rencontre pas en Lorraine romane toute une série d'appellatifs communs au nord et au nord ouest, dont l'origine germanique est avérée. Ainsi ne trouve-t-on pas ces types fréquent fréquents : Husdinium de *husidinja (abri) dans Hodeng, Hodent, Houdan, Hesdin, etc. ; ou encore en hlar (friche) dans Mouflers, Flers, Meulers, etc.; ala(c)h (temple) dans Neauphe, Neaufles, Neauphle ou Niafles et Boffles, Bouafles, etc. ; afisna / avisna (pâturage) dans les Avesnes, Avernes, etc ; *Rosbaki (ruisseau au roseaux) a évolué en lorraine francique en Rohrbach, Rorbach, ailleurs au nord et au nord ouest, on trouve Robecq, Rebecques, Rebais ou Rebets, etc.
On rencontre des toponymes en -court en gros du Doubs à la Normandie, de l’Île-de-France à la Belgique wallonne. Aux toponymes en -court ont succédé chronologiquement les toponymes en -ville  dont la Lorraine romane est le second « pourvoyeur » après la Normandie et avant la zone d'exception de la Beauce. On en trouve aussi un peu dans les Charentes et dans le sud-ouest autour de Toulouse.

### Ladiglossielorraine
La Lorraine ducale indépendante comportait un bailliage d'Allemagne qui dépassait la frontière actuelle de la Moselle au nord. Les Lorrains romans désignaient tous ceux qui parlaient un dialecte germanique par le nom d' « Allemands » par opposition à leur langue romane. Donc un Allemand (ou Ollemand) pour un Lorrain roman peut aussi être un Lorrain du bailliage d’Allemagne ou un Alsacien, ou toute personne habitant au-delà. Inversement, les gens de langue allemande voisins nommaient souvent les romanophones des Welsches (ou Welches). C’est aussi le cas en Suisse.
Aussi, la toponymie lorraine ne se résume pas seulement à un chassé-croisé entre la forme allemande et la forme française, plus spécifique aux deux derniers siècles. Elle est plus ancienne. Elle témoigne aussi d'une sensibilité commune à tout l’est de la France où la paire « déterminant-déterminé » domine largement tout en respectant des habitudes et des règles qui font fi de la langue d’origine.
Dans la Lorraine de l’Ancien Régime, la cohabitation d’une forme romane et germanique pour un même lieu n’était pas rare. Ce n’est qu’avec l'intégration à la France sous Stanislas puis sous le régime jacobin et l’impérialisme prussien que la langue comme le toponyme prennent une valeur politique, patriotique, symbolique et identitaire. Auparavant, le duc de Lorraine reconnaissait l'existence officielle de l'allemand et du français sur ses terres au risque de devoir faire traduire dans un sens ou dans un autre les actes et chartes les plus importants. Dans les régions de passage entre l'aire germanique et le bassin roman, un même lieu-dit était nommé dans la langue du locuteur respectif. C'est le cas des Hautes Chaumes dans les Vosges dont le nom en patois vosgien diffère de la forme alsacienne initiale.
Le patois lorrain permet plus que le français standard une lecture croisée des toponymes de la région et permet d'établir une correspondance entre les deux familles de langues présentes sur le territoire lorrain. C'est ce qui fait l'une des caractéristiques de la Lorraine, sa vocation de région-tampon, ou d'Entre-Deux.

## Aspects historiques

### Définition des termes
- Le sujet est très sensible. Il est lié à l'histoire récente. La définition des termes est donc importante.

Comme on ne peut « germaniser » ce qui est déjà germanique, il faut comprendre le terme de "germanisation" pour les périodes de 1870-1918 et 1940-1945 comme une adaptation de la forme ou de la graphie à l'allemand standard ou littéraire tel qu'ont voulu le répandre les chefs d'état des derniers empires allemands. Les Anglo-saxons parlent d'ailleurs ici plutôt de prussification pour éviter la confusion. D'ailleurs, nombreux toponymes mosellans, caractéristiques du dialecte francique lorrain, existent également en Allemagne ou en Autriche. Pour un Francophone, Merlebach n'est objectivement pas moins germanique que Merlenbach.
Le phénomène n'est, en effet, pas spécifique à la Moselle, une grande partie de l'Allemagne, notamment du sud, a dû adopter bon gré mal gré les noms allemands standards pour leurs panneaux officiels, mais sur le terrain, les habitants ont continué à désigner leur village sous la forme locale. Personne ne s'attend aujourd'hui à un panneau d'agglomération Stuegert en lieu et place de Stuttgart. Aujourd'hui encore, un Alsacien et un Mosellan ont leur forme locale pour désigner leur agglomération. Cela vaut aussi pour les noms de village en patois lorrain et au-delà pour toutes les régions de France dans les langues, dialectes et patois locaux..
La différence est que la Moselle a subi l'arrivée de la prussification comme un déni de sa spécificité compte tenu de la brutalité de certaines mesures qui ont suivi l'annexion de fait après l'abandon des territoires par le parlement réuni à Bordeaux en mai 1871. Cette annexion fut vécue difficilement dans toute la Moselle annexée en raison de la volonté de prussifier les mosellans en gommant les spécificités. Cela fut vécu comme une contrainte même dans les secteurs parlant le francique lorrain (germanique). Il faut aussi dire qu'une partie de la Moselle annexée a toujours été romane, essentiellement le Pays messin et le Saulnois (sauf anciennement la région de Dieuze). Ici, la germanisation du toponyme est un fait réel indiscutable (Fresnes - Eschen). On a forcé les habitants du lieu à changer de nom. C'est pourquoi, il faut toujours garder à l'esprit que le phénomène de "germanisation" ne recouvre la même chose suivant qu'on part d'un toponyme originellement roman ou historiquement germanique.
Le français et le Francique lorrain servent à faire la rupture idéologique et politique avec tout ce qui sonnera "prussien" ou "allemand standardisé" (Même chose en Alsace). Car les occupants les interdisaient ou les combattaient. Ainsi, un simple "N" à la fin d'un toponyme patois suffit à le "germaniser" alors qu'il est germanique :
Thedinge devient Thedingen. Par ailleurs, le français francise en enlevant le "E" dialectal pour donner Théding. L'accent rajoute encore un peu de gallicité. De même qu'il inverse fréquemment les -er en -re.
Les signes diacritiques comme les accents et les trémas ont effectivement joué un rôle dans la francisation ou la germanisation. (Buding - Büdingen)
De même, l'accentuation des noms est centrale. Le francique lorrain et l'allemand accentuent au même endroit par parenté linguistique, c'est-à-dire place un accent tonique à l'initiale des mots, en général. En revanche, le nom français est inaccentué et se caractérise par une élévation du ton sur la finale du mot. À l'oreille, on entend donc la différence entre la forme germanique et française.

### Vagues de francisation et germanisation successives
- Il y a par exemple au Sud du Pays de Nied, d'actuels toponymes en -court qui ont été anciennement des -troff / -torff : Arraincourt = Armestroff, Thicourt = Diederstroff, Thonville = Oderstroff[5], Hernicourt (à Herny) = Hermerstorf.
- À l'époque de l'Ancien Régime, plusieurs localités lorraines avaient deux noms, un en français et un en allemand. Par exemple pour l'année 1594, on relève les mentions suivantes[6],[7] : Mellecey alias Metzingen (Mulcey), Semanges alias Simingen (Zommange), Clsmey alias Schomberg (Chémery-les-Deux), Tenchen alias Lestanche (Les Étangs), Machern alias Maizières (Macker), Niderheim alias Magny (Many), Morhanges alias Morchingen (Morhange), Ottendorf alias Ottonville (Ottonville), Rupplingen alias Ruppeldanges (Roupeldange), Xousse alias Soultzen (Suisse-Basse), Warize / Weybelsskirchen (Varize), Ror alias le Roseau (Rohr), Nidbrücken alias Pont de Niet (Pontigny)…
- La plupart des noms des communes de la Moselle avaient été francisés pendant la Révolution[réf. nécessaire], en particulier le suffixe -engen ou -ingen qui fut parfois simplifié en -ing ou définitivement remplacé par le forme romane en -ange (-ingen a été romanisé en -ingas et -inges dès le Moyen Âge, d'où -ange). Alors que dans le Bas-Rhin -ingen se conserva. Dans une moindre mesure, ce suffixe fut également francisé au fil des siècles sous d'autres formes : -ang, -in, -court, -gny, etc.
- Les toponymes en -viller de la Moselle germanophone étaient souvent orthographiés -willer (parfois -weiller) dans les Bulletins des lois et plusieurs dictionnaires du XIXe siècle jusqu'en 1870. Cette forme a par la suite disparue au XXe siècle, cela après les guerres mondiales. Alors qu'en Alsace les -willer furent conservés, bien qu'ils fussent parfois mentionnés -viller et -viler en 1793-1801[8].
- Certaines communes avaient entre 1793 et 1802 un nom en allemand standard, c'est par exemple le cas de : Folschviller (1793 : Folschweiler), Ébersviller (1793 : Ebersweiler), Berviller-en-Moselle (1793 : Berweiler), Schmittviller (1793 : Schmittweiler), Bisten-en-Lorraine (1793 : Bisten im Loch), Château-Rouge (1793 : Château Rouge ou Rothdorf), Mouterhouse (1801 : Mutterhausen), Soucht (1801 : Sucht), Rodalbe (1801 : Rodalben), Merlebach (1801 : Merlenbach), Dalem (1801 : Dalheim), Altrippe (1793 : Altrippen)[8].
- Les dictionnaires d’Henri Lepage sur la Meurthe et d’Ernest Bouteiller sur la Moselle rédigés avant 1871, prouvent bien que beaucoup de communes avaient toujours un alias en allemand au cours du XIXe siècle. Par exemple Hagondange, Haute-Vigneulles et Lorquin cités "en allemand" Hagelingen, Oberfillen et Lœrchingen dans ces mêmes dictionnaires, rédigé en 1868 pour le plus récent. Les germanisations des noms par les Prussiens à partir de 1871, ne sont donc pas des inventions (sauf pour certains cas), qui reprenaient des anciennes mentions germaniques, parfois la dernière en date. Par exemple Argancy germanisé en Argesingen durant la Seconde Guerre mondiale, se rapporte a une ancienne mention germanique Argesinga datant de 848[9]. et Chicourt germanisé en Diexingen (1915-1918) à partir de la mention Diekesinga de 1121 & 1180[10]. (-inga étant la forme primitive de -ingen).
- Tous les toponymes du département avaient été progressivement germanisés pendant la période allemande du Reichsland Elsass-Lothringen. Les noms de lieu de la Lorraine germanophone furent germanisés les premiers, les adjectifs (haut, bas…) furent traduits ensuite, puis les noms des villages proches de la limite des langues et les derniers, y compris tous ceux de la Moselle francophone, furent germanisés le 2 septembre 1915 (exemple : Augny).
- À l'issue de la Première Guerre mondiale en 1918, ces toponymes reprennent leur version d'avant 1870.
- Tous les toponymes sont germanisés après l'annexion de 1940 reprenant la plupart du temps leur forme de 1918 ou une autre plus ou moins différente. Ils sont à nouveau francisés en 1945.

## Correspondances roman / germanique

### Comparatif des appellatifs lorrains
| Forme lorraine romane | Forme allemande       | Forme francique lorraine si différente      | Sens                                        |
| --------------------- | --------------------- | ------------------------------------------- | ------------------------------------------- |
| -ey / -y              | -ach / -ich           | -éch / -och                                 | Propriété appartenance                      |
| -rupt, -goutte        | -bach                 | -boch, -béch, -baach                        | Ruisseau                                    |
| fontaine              | -brunnen              | -bronn, -born, -burre, -brunn               | source, fontaine                            |
| -bourg, -bo           | -burg                 | -burch, -bursch, -buerg, -buerj             | château, faubourg, fortification            |
| -maisons, -granges    | -haus, -hausen        | -huse, -husen                               | hameau, écart, ferme                        |
| -mer, -meix, -mouè    | -garten               | -gorten, -gotten                            | jardin, potager, terre cultivée             |
| -mer                  | -see                  | =                                           | lac                                         |
| -bois                 | -wald, -holz          | -holtz, -bësch                              | bois, forêt                                 |
| -moutier              | -münster              | -munster, -minster                          | monastère, couvent                          |
| -ville, -velle        | -hof, -dorf           | -hoff, -troff, -droff, -trëf, -drëf, -duerf | domaine rural, village                      |
| -pierre               | -stein                | -sten                                       | sommet rocheux, endroit rocheux             |
| -mont                 | -berg                 | -bierg, -bersch, -berj, -prich              | sommet, montagne, colline, endroit surélevé |
| tête                  | -kopf                 | =                                           | sommet, montagne                            |
| -val, -vaulx          | -tal                  | -thal, -dal                                 | vallée                                      |
| -château, -castel     | -burg, -schloss       | -kastel                                     | château                                     |
| -court, -co           | -hof, -hofen          | -hoff/-haff, -howen/-huewen                 | exploitation agricole, hameau rural         |
| -viller(s), -villiers | -weiler               | -willer, -weller                            | hameau, écart en zone boisée                |
| Dom- , -elize         | -kirch, -kirchen      | -kérch, -kérchen                            | église                                      |
| -celle(s)             | -zell                 | =                                           | petit couvent, ermitage, cellule monacale   |
| -gazon                | -heide, -matte, -matt | =                                           | lande, pelouse d'altitude (Vosges)          |
| -faing, -faigne       | -wasen, -moor         | =                                           | tourbière, marécage                         |
| chaume                | Alp, Alm              | Màtt                                        | prés d'estive                               |
|                       | -brück                | bréck, -brikk/-brigg, -brikke/-brigge       | pont                                        |
|                       | -wiese                | -wis, -wiss                                 | prairie, pré                                |
| Maizières, Maizière   | Macheren, Machern     | Maacher, Macher                             | muraille, mur, ruine                        |
| -ange, -anges         | -ing, -ingen          | -éng, -éngen, -inge (ɪŋə)                   | « domaine de », « le clan de »              |

### Correspondances toponymiques dans le département de la Moselle
La liste ci-dessous reprend les toponymes de Moselle.

Communes mosellanes avec une terminaison romane :
-ey prononcé /ɛ/
-y ou -ey prononcé /ei/
-ville
-court
-villers

Communes mosellanes avec une terminaison germanique suivant la transcription lorraine :
-en
-ange
-ing
-troff
-ach
-viller

Communes mosellanes avec une terminaison germanique suivant la transcription alsacienne :
-heim
-house

| Commune                     | Code INSEE | Nom allemand                                  |
| --------------------------- | ---------- | --------------------------------------------- |
| Aboncourt                   | 57001      | Endorf, Welsch-Evendorf                       |
| Aboncourt-sur-Seille        | 57002      | Abenhofen                                     |
| Abreschviller               | 57003      | Alberschweiler                                |
| Achain                      | 57004      | Eschen                                        |
| Achâtel                     | 57005      | Hohenschloss                                  |
| Achen                       | 57006      | Achen                                         |
| Adaincourt                  | 57007      | Adinghofen                                    |
| Adelange                    | 57008      | Edelingen                                     |
| Ajoncourt                   | 57009      | Analdshofen                                   |
| Alaincourt-la-Côte          | 57010      | Allenhofen                                    |
| Albestroff                  | 57011      | Albesdorf                                     |
| Algrange                    | 57012      | Algringen,                                    |
| Alsting                     | 57013      | Alstingen                                     |
| Althorn                     |            | Althorn                                       |
| Altrippe                    | 57014      | Altrip                                        |
| Altviller                   | 57015      | Altweiler                                     |
| Alzing                      | 57016      | Alzingen                                      |
| Amanvillers                 | 57017      | Amanweiler                                    |
| Amelécourt                  | 57018      | Almerichshofen                                |
| Amnéville                   | 57019      | Amenweiler, Stahlheim                         |
| Ancerville                  | 57020      | Anserweiler                                   |
| Ancy-sur-Moselle            | 57021      | Anzig, Ancy a. d. Mosel                       |
| Angevillers                 | 57022      | Answeiler,, Arsweiler                         |
| Angviller-lès-Bisping       | 57023      | Angweiler                                     |
| Antilly                     | 57024      | Antullen                                      |
| Anzeling                    | 57025      | Anzelingen                                    |
| Apach                       | 57026      | Apach                                         |
| Argancy                     | 57028      | Argannen                                      |
| Arraincourt                 | 57027      | Armsdorf                                      |
| Arriance                    | 57029      | Argensgen, Argenchen                          |
| Arry                        | 57030      | Arrich                                        |
| Ars-Laquenexy               | 57031      | Ars bei Kenchen                               |
| Ars-sur-Moselle             | 57032      | Ars a. d. Mosel                               |
| Arzviller                   | 57033      | Arzweiler                                     |
| Aspach                      | 57034      | Aspach                                        |
| Assenoncourt                | 57035      | Essesdorf                                     |
| Attilloncourt               | 57036      | Edelinghofen                                  |
| Aube                        | 57037      | Alben                                         |
| Audun-le-Tiche              | 57038      | Deutschoth                                    |
| Augny                       | 57039      | Auning                                        |
| Aulnois-sur-Seille          | 57040      | Erlen                                         |
| Aumetz                      | 57041      | Aumetz                                        |
| Avricourt (Moselle)         | 57042      | Elfringen, Deutsch-Avricourt                  |
| Ay-sur-Moselle              | 57043      | Aich                                          |
| Azoudange                   | 57044      | Anslingen                                     |
| Bacourt                     | 57045      | Badenhofen                                    |
| Bærenthal                   | 57046      | Bärenthal                                     |
| Bambiderstroff              | 57047      | Bambidusdorf, Baumbiedersdorf                 |
| Le Ban-Saint-Martin         | 57049      | Sankt Martinsbann                             |
| Bannay                      | 57048      | Bizing, Bizingen                              |
| Barchain                    | 57050      | Barchingen                                    |
| Baronville                  | 57051      | Baronweiler                                   |
| Barst                       | 57052      | Barst                                         |
| Basse-Ham                   | 57287      | Niederham                                     |
| Basse-Rentgen               | 57574      | Niederrentgen                                 |
| Bassompierre                |            | Betstein                                      |
| Bassing                     | 57053      | Bessingen                                     |
| Baudrecourt                 | 57054      | Baldershofen                                  |
| Bazoncourt                  | 57055      | Basonhofen                                    |
| Bébing                      | 57056      | Bebingen                                      |
| Béchy                       | 57057      | Bechingen                                     |
| Behren-lès-Forbach          | 57058      | Behren                                        |
| Bellange                    | 57059      | Böllingen                                     |
| Bénestroff                  | 57060      | Bensdorf                                      |
| Béning-lès-Saint-Avold      | 57061      | Beningen                                      |
| Berg-sur-Moselle            | 57062      | Berg                                          |
| Bérig-Vintrange             | 57063      | Berg                                          |
| Berling                     | 57064      | Berlingen                                     |
| Bermering                   | 57065      | Bermeringen                                   |
| Berthelming                 | 57066      | Berthelmingen                                 |
| Bertrange                   | 57067      | Bertringen                                    |
| Bertring                    | 57068      | Bertringen                                    |
| Berviller-en-Moselle        | 57069      | Berweiller                                    |
| Bettange                    | 57070      | Bettingen                                     |
| Bettborn                    | 57071      | Bettborn                                      |
| Bettelainville              | 57072      | Bettendorf, Bettsdorf                         |
| Betting                     | 57073      | Bettingen                                     |
| Bettviller                  | 57074      | Bettweiler                                    |
| Beuvange-sous-Justemont     |            | Bœwingen, Bevingen unter Justberg             |
| Beuvange-sous-Saint-Michel  |            | Bœwingen, Bevingen vor Sankt Michel           |
| Beux                        | 57075      | Niederbö                                      |
| Bévange                     |            | Bevingen                                      |
| Beyren-lès-Sierck           | 57076      | Beiern                                        |
| Bezange-la-Petite           | 57077      | Kleinbessingen                                |
| Bibiche                     | 57079      | Bibisch                                       |
| Bibling                     |            | Büblingen                                     |
| Bickenholtz                 | 57080      | Bickenholz                                    |
| Bidestroff                  | 57081      | Biedesdorf                                    |
| Biding                      | 57082      | Biedingen                                     |
| Bining                      | 57083      | Biningen                                      |
| Bioncourt                   | 57084      | Bionshofen                                    |
| Bionville-sur-Nied          | 57085      | Bingen a. d. Nied                             |
| Bisten-en-Lorraine          | 57087      | Bisten i. Lothringen                          |
| Bistroff                    | 57088      | Bischdorf                                     |
| Bitche                      | 57089      | Bitsch                                        |
| Blanche-Église              | 57090      | Weisskirchen                                  |
| Blies-Ébersing              | 57092      | Bliesebersingen                               |
| Blies-Guersviller           | 57093      | Bliesgersweiler                               |
| Bliesbruck                  | 57091      | Bliesbrücken                                  |
| Borny                       | 57070      | Bornen                                        |
| Boucheporn                  | 57095      | Buschborn                                     |
| Boulange                    | 57096      | Bollingen                                     |
| Boulay-Moselle              | 57097      | Bolchen                                       |
| Bourdonnay                  | 57099      | Bortenach                                     |
| Bourgaltroff                | 57098      | Burgaltdorf                                   |
| Bourscheid                  | 57100      | Burscheid                                     |
| Bousbach                    | 57101      | Busbach, Buschbach                            |
| Boussange                   |            | Bolsingen, Bussingen                          |
| Bousse                      | 57102      | Bous, Buss                                    |
| Bousseviller                | 57103      | Busweiler                                     |
| Boust                       | 57104      | Bust                                          |
| Boustroff                   | 57105      | Buschdorf                                     |
| Bouzonville                 | 57106      | Busendorf, Busendroff                         |
| Bréhain                     | 57107      | Bruchheim                                     |
| Breidenbach                 | 57108      | Breidenbach                                   |
| Breistroff-la-Grande        | 57109      | Breisdorf                                     |
| Brettnach                   | 57110      | Brettnach                                     |
| Bronvaux                    | 57111      | Brunwals                                      |
| Brouck                      | 57112      | Bruchen                                       |
| Brouderdorff                | 57113      | Brudersdorf                                   |
| Brouviller                  | 57114      | Brauweiler                                    |
| Brulange                    | 57115      | Brülingen                                     |
| Buchy                       | 57116      | Buchingen                                     |
| Budange                     |            | Ober-Büdingen, Budingen, Bidingen             |
| Budange-sous-Justemont      |            | Budingen, Büdingen unter Justberg             |
| Buding                      | 57117      | Nieder-Büdingen, Büdingen                     |
| Budling                     | 57118      | Bidlingen                                     |
| Buhl-Lorraine               | 57119      | Bühl                                          |
| Bure                        |            | Beuren                                        |
| Burlioncourt                | 57120      | Burlingshofen                                 |
| Burtoncourt                 | 57121      | Brittendorf                                   |
| Carling                     | 57123      | Karlingen                                     |
| Castviller                  |            | Kaschweiler                                   |
| Cattenom                    | 57124      | Kattenhofen, Kettenhoven                      |
| Chailly-lès-Ennery          | 57125      | Kettenchen                                    |
| Chambrey                    | 57126      | Kambrich                                      |
| Chanville                   | 57127      | Hanhausen                                     |
| Charleville-sous-Bois       | 57128      | Karlheim, Kartheim                            |
| Charly-Oradour              | 57129      | Karlen                                        |
| Château-Bréhain             | 57130      | Buch Kastel                                   |
| Château-Rouge               | 57131      | Rothendorf                                    |
| Château-Salins              | 57132      | Salzburg, Salzburgen (1940-1944)              |
| Château-Voué                | 57133      | Dürkastel                                     |
| Châtel-Saint-Germain        | 57134      | Skt German                                    |
| Chémery                     |            | Chemrich                                      |
| Chémery-les-Deux            | 57136      | Schemmerich, Alt/Neu Schemberg                |
| Cheminot                    | 57137      | Kemnat                                        |
| Chenois                     | 57138      | Eichendorf                                    |
| Chérisey                    | 57139      | Schersingen                                   |
| Chesny                      | 57140      | Kessenach                                     |
| Chicourt                    | 57141      | Diexingen                                     |
| Chieulles                   | 57142      | Schöllen                                      |
| Coincy                      | 57145      | Konzich                                       |
| Clouange                    | 57143      | Kluingen                                      |
| Cocheren                    | 57144      | Kochern                                       |
| Coin-lès-Cuvry              | 57146      | Coin bei Cuvry, Kuberneck                     |
| Coin-sur-Seille             | 57147      | Coin a. d. Seille, Selzeck                    |
| Colligny                    | 57148      | Colligny                                      |
| Colmen                      | 57149      | Colmen                                        |
| Colming                     |            | Kolmingen                                     |
| Condé-Northen               | 57150      | Contchen                                      |
| Conthil                     | 57151      | Conthil                                       |
| Contz-les-Bains             | 57152      | Niederkontz, Bad Kontz                        |
| Corny-sur-Moselle           | 57153      | Corningen                                     |
| Coume                       | 57154      | Kuhmen                                        |
| Courcelles-Chaussy          | 57155      | Kurtzel, Kurzel                               |
| Courcelles-sur-Nied         | 57156      | Kurzel a. d. Nied                             |
| Coutures                    | 57157      | Kolters                                       |
| Craincourt                  | 57158      | Kranhofen                                     |
| Créhange                    | 57159      | Krichingen, Kriechingen/Criechingen           |
| Creutzwald                  | 57160      | Kreuzwald                                     |
| Cutting                     | 57161      | Kuttingen                                     |
| Cuvry                       | 57162      | Kubern                                        |
| Dabo                        | 57163      | Dagsburg                                      |
| Dain-en-Saulnois            | 57164      | Dam                                           |
| Dalem                       | 57165      | Dalem                                         |
| Dalhain                     | 57166      | Dalheim                                       |
| Dalstein                    | 57167      | Dalstein                                      |
| Danne-et-Quatre-Vents       | 57168      | Dann u. Vierwinden                            |
| Dannelbourg                 | 57169      | Dannelburg                                    |
| Dédeling                    | 57170      | Dedlingen                                     |
| Delme                       | 57171      | Delm                                          |
| Denting                     | 57172      | Dentingen                                     |
| Desseling                   | 57173      | Disseingen                                    |
| Destry                      | 57174      | Destrich                                      |
| Diane-Capelle               | 57175      | Dianenkappel                                  |
| Diding                      |            | Didingen                                      |
| Diebling                    | 57176      | Dieblingen                                    |
| Dieuze                      | 57177      | Duss                                          |
| Diffembach-lès-Hellimer     | 57178      | Diefenbach bei Hellimer                       |
| Distroff                    | 57179      | Disdorf, Diesdorf                             |
| Dollenbach                  |            | Dollenbach                                    |
| Dolving                     | 57180      | Dolvingen                                     |
| Domnon-lès-Dieuze           | 57181      | Dommenheim                                    |
| Donjeux                     | 57182      | Domningen                                     |
| Donnelay                    | 57183      | Dunningen                                     |
| Dornot                      | 57184      | Dorningen                                     |
| Dorviller                   |            | Dorweiler                                     |
| Dourd'Hal                   | 57185      | Dourchdallen, Durchtal                        |
| Drogny                      |            | Trechingen                                    |
| Ébersviller                 | 57186      | Ebersweiler                                   |
| Edange                      |            | Edingen                                       |
| Éblange                     | 57187      | Eblingen                                      |
| Éguelshardt                 | 57188      | Egelshardt                                    |
| Eincheville                 | 57189      | Enschweiler                                   |
| Elange                      |            | Ellingen, Elingen                             |
| Elvange                     | 57190      | Eliwingen                                     |
| Elzange                     | 57191      | Elsingen                                      |
| Enchenberg                  | 57192      | Enchenberg                                    |
| Ennery                      | 57193      | Ennerchen                                     |
| Entrange                    | 57194      | Entringen                                     |
| Epping                      | 57195      | Eppingen                                      |
| Erching                     | 57196      | Erchigen                                      |
| Ernestviller                | 57197      | Ernstweiler                                   |
| Erstroff                    | 57198      | Ersdorf                                       |
| Escherange                  | 57199      | Eschringen, Enscheringen Escheringen          |
| Eschviller                  |            | Eschweiler                                    |
| Les Étangs                  | 57200      | Tennschen                                     |
| Etting                      | 57201      | Ettingen                                      |
| Etzling                     | 57202      | Etzlingen                                     |
| Évrange                     | 57203      | Eweringen, Evringen, Ewringen                 |
| Failly                      | 57204      | Failen                                        |
| Falck                       | 57205      | Falk                                          |
| Fameck                      | 57206      | Fameck                                        |
| Farébersviller              | 57207      | Pfarr-Ebersweiler, Pfarrebersweiler           |
| Farschviller                | 57208      | Farschweiler                                  |
| Faulquemont                 | 57209      | Falkenberg, Falkemberg                        |
| Fénétrange                  | 57210      | Finstingen                                    |
| Férange                     |            | Feiringen                                     |
| Fèves                       | 57211      | Fewen                                         |
| Féy                         | 57212      | Busch i. Lothr.                               |
| Fixem                       | 57214      | Fixheim                                       |
| Flastroff                   | 57215      | Flasdorf                                      |
| Filstroff                   | 57216      | Filsdorf                                      |
| Flétrange                   | 57217      | Flittringen, Fletringen                       |
| Fleury                      | 57218      | Flöringen                                     |
| Flévy                       | 57219      | Flaich                                        |
| Flocourt                    | 57220      | Flodoashofen                                  |
| Florange                    | 57221      | Flœrchingen, Flörchingen                      |
| Folkling                    | 57222      | Folklingen                                    |
| Folpersviller               | 57223      | Folperschweiler, Folpersweiler                |
| Folschviller                | 57224      | Folschweiler                                  |
| Fonteny                     | 57225      | Fonteningen                                   |
| Fontoy                      | 57226      | Fentsch, Fensch                               |
| Forbach                     | 57227      | Forbach                                       |
| Fossieux                    | 57228      | Fossigen                                      |
| Foulcrey                    | 57229      | Folkringen                                    |
| Fouligny                    | 57230      | Füllingen                                     |
| Foville                     | 57231      | Folkheim                                      |
| Francaltroff                | 57232      | Altdorf                                       |
| Fraquelfing                 | 57233      | Frackelfingen                                 |
| Frauenberg                  | 57234      | Frauenberg                                    |
| Freching                    |            | Frückingen                                    |
| Freistroff                  | 57235      | Freisdorf                                     |
| Frémery                     | 57236      | Fremerchen                                    |
| Frémestroff                 | 57237      | Fremersdorf                                   |
| Fresnes-en-Saulnois         | 57238      | Eschen a. Wald                                |
| Freybouse                   | 57239      | Freibuss                                      |
| Freyming                    | 57240      | Freimengen                                    |
| Fribourg                    | 57241      | Freiburg                                      |
| Gandrange                   | 57242      | Gandringen                                    |
| Garche                      | 57243      | Garsch                                        |
| Garrebourg                  | 57244      | Garburg                                       |
| Gavisse                     | 57245      | Gawies, Gauwies                               |
| Guentrange                  |            | Güntringen                                    |
| Gelucourt                   | 57246      | Gisselfingen                                  |
| Gerbécourt                  | 57247      | Gerbertshofen                                 |
| Givrycourt                  | 57248      | Hampat                                        |
| Glatigny                    | 57249      | Glatingen                                     |
| Gœtzenbruck                 | 57250      | Götzenbrück                                   |
| Goin                        | 57251      | Göhn                                          |
| Gomelange                   | 57252      | Gelmingen                                     |
| Gondrexange                 | 57253      | Gunderchingen                                 |
| Gorze                       | 57254      | Gorz                                          |
| Gosselming                  | 57255      | Gosselmingen                                  |
| Gravelotte                  | 57256      | Gravelotte                                    |
| Grémecey                    | 57257      | Gremsich                                      |
| Gréning                     | 57258      | Greningen                                     |
| Grindorff-Bizing            | 57259      | Grindorf                                      |
| Gros-Réderching             | 57261      | Grossrederchingen                             |
| Grosbliederstroff           | 57260      | Großblittersdorf                              |
| Grostenquin                 | 57262      | Gross-Taenchen, Grosstänchen                  |
| Grundviller                 | 57263      | Grundweiler                                   |
| Guebenhouse                 | 57264      | Gebenhausen                                   |
| Guébestroff                 | 57265      | Gebesdorf                                     |
| Guéblange-lès-Dieuze        | 57266      | Güblingen                                     |
| Guébling                    | 57268      | Gebling, Geblingen                            |
| Guélange                    |            | Gelingen                                      |
| Guénange                    | 57269      | Gueningen, Niederginingen                     |
| Guenviller                  | 57271      | Genweiler                                     |
| Guermange                   | 57272      | Germingen                                     |
| Guerstling                  | 57273      | Gerstlingen                                   |
| Guerting                    | 57274      | Gertingen                                     |
| Guessling-Hémering          | 57275      | Gesslingen                                    |
| Guinglange                  | 57276      | Gænglingen, Gänglingen                        |
| Guinkirchen                 | 57277      | Gehnkirchen                                   |
| Guinzeling                  | 57278      | Geinslingen                                   |
| Guirlange                   | 57279      | Girlingen                                     |
| Guising                     |            | Gisingen                                      |
| Guntzviller                 | 57280      | Gunzwiler                                     |
| Haboudange                  | 57281      | Habudingen                                    |
| Hagen                       | 57282      | Hagen                                         |
| Hagondange                  | 57283      | Hagelingen,, Hagendingen                      |
| Hallering                   | 57284      | Halleringen                                   |
| Halling-lès-Boulay          | 57285      | Hallingen                                     |
| Halstroff                   | 57286      | Halsdorf                                      |
| Ham-sous-Varsberg           | 57288      | Ham u. Varsberg                               |
| Hambach                     | 57289      | Hambach                                       |
| Hampont                     | 57290      | Hudingen                                      |
| Han-sur-Nied                | 57293      | Han a. d. Nied, Hon an der Nied               |
| Hangviller                  | 57291      | Hangweiler                                    |
| Hannocourt                  | 57292      | Handorf                                       |
| Hanviller                   | 57294      | Hanweiler                                     |
| Haraucourt-sur-Seille       | 57295      | Harraucourt a. d. Seille, Haraldshofen        |
| Hargarten-aux-Mines         | 57296      | Hargarten                                     |
| Harprich                    | 57297      | Harprich                                      |
| Harreberg                   | 57298      | Haarberg                                      |
| Hartzviller                 | 57299      | Harzweiler                                    |
| Hasard/Hazard               |            | Zufall                                        |
| Haselbourg                  | 57300      | Hazelbourg                                    |
| Haspelschiedt               | 57301      | Haspelscheid                                  |
| Hattigny                    | 57302      | Hattingen                                     |
| Hauconcourt                 | 57303      | Halkenhofen                                   |
| Haut-Clocher                | 57304      | Zitterdorf, Zittersdorf                       |
| Haute-Vigneulles            | 57714      | Oberfillen                                    |
| Haute-Yutz                  | 57757      | Oberjeutz                                     |
| Havange                     | 57305      | Havingen                                      |
| Hayange                     | 57306      | Hayingen                                      |
| Hayes                       | 57307      | Haiss                                         |
| Hazembourg                  | 57308      | Hassenburg                                    |
| Heining-lès-Bouzonville     | 57309      | Heiningen                                     |
| Hellering-lès-Fénétrange    | 57310      | Helleringen                                   |
| Hellimer                    | 57311      | Hellimer, Helmer                              |
| Helstroff                   | 57312      | Helsdorf                                      |
| Hémilly                     | 57313      | Hemelich                                      |
| Héming                      | 57314      | Heming                                        |
| Henridorff                  | 57315      | Heinrichsdorf                                 |
| Henriville                  | 57316      | Herrchweiler, Herchweiler                     |
| Hérange                     | 57317      | Heringen                                      |
| Hermelange                  | 57318      | Hermelingen                                   |
| Herny                       | 57319      | Herlingen                                     |
| Hertzing                    | 57320      | Herzing                                       |
| Hesse                       | 57321      | Hessen                                        |
| Hestroff                    | 57322      | Hessdorf                                      |
| Hettange-Grande             | 57323      | Gross-Hettingen                               |
| Hettange-Petite             |            | Hettingen, Hettingen (klein)                  |
| Hilbesheim                  | 57324      | Hilbesheim                                    |
| Hilsprich                   | 57325      | Hilsprich                                     |
| Hinckange                   | 57326      | Heinkingen                                    |
| Hoelling                    |            | Höllingen                                     |
| Hoff                        | 57630      | Hof                                           |
| Holacourt                   | 57328      | Ollhofen                                      |
| Holbach                     |            | Holbach                                       |
| Holling                     | 57329      | Hollingen                                     |
| Holving                     | 57330      | Holvingen                                     |
| Hombourg-Budange            | 57331      | Homburg-Bidingen, Homrich                     |
| Hombourg-Haut               | 57332      | Ober-Homburg                                  |
| Hommarting                  | 57333      | Hommartingen                                  |
| Hommert                     | 57334      | Hommert                                       |
| Honskirch                   | 57335      | Hunkirch                                      |
| L'Hôpital                   | 57336      | Spittel, Spiedel                              |
| Hoste                       | 57337      | Oberhost                                      |
| Hottviller                  | 57338      | Hottweiler                                    |
| Hultehouse                  | 57339      | Hültenhausen                                  |
| Hundling                    | 57340      | Hundlingen                                    |
| Hunting                     | 57341      | Hüntingen                                     |
| Hussange                    |            | Husingen, Huzingen                            |
| Ibigny                      | 57342      | Ibingen                                       |
| Illange                     | 57343      | Illingen                                      |
| Imling                      | 57344      | Imlingen                                      |
| Inglange                    | 57345      | Inglingen                                     |
| Insming                     | 57346      | Insmingen                                     |
| Insviller                   | 57347      | Insweiler                                     |
| Ippling                     | 57348      | Iplingen                                      |
| Jallaucourt                 | 57349      | Gellsehoffen                                  |
| Jouy-aux-Arches             | 57350      | Gaudach                                       |
| Jury                        | 57351      | Giringen                                      |
| Jussy                       | 57352      | Jussingen                                     |
| Juvelize                    | 57353      | Geistkirch                                    |
| Juville                     | 57354      | Juweiler                                      |
| Kalhausen                   | 57355      | Kalhausen                                     |
| Kanfen                      | 57356      | Kanfen                                        |
| Kappelkinger                | 57357      | Kappelkinger                                  |
| Kédange-sur-Canner          | 57358      | Kedingen                                      |
| Kemplich                    | 57359      | Kemplich                                      |
| Kerbach                     | 57360      | Kerbach                                       |
| Kerling-lès-Sierck          | 57361      | Kerlingen                                     |
| Kerprich-aux-Bois           | 57362      | Kirchberg a. Wald                             |
| Kerprich-lès-Dieuze         | 57270      | Kerprich bei Duss                             |
| Kirsch-lès-Sierck           | 57364      | Kirsch bei Sierck                             |
| Kirschnaumen                | 57365      | Kirchnaumen                                   |
| Kirviller                   | 57366      | Kirweiler                                     |
| Klang                       | 57367      | Klangen                                       |
| Knutange                    | 57368      | Kneitingen, Knuting, Kneuttingen              |
| Kœking                      | 57369      | Kechingen, Keichingen                         |
| Kœnigsmacker                | 57370      | Kœnigsmacher, Königsmachern                   |
| Kuntzig                     | 57372      | Küntzig, Künzig                               |
| Lachambre                   | 57373      | Kammeren, Kammern                             |
| Lafrimbolle                 | 57374      | Laschemborn                                   |
| Lagarde                     | 57375      | Gerden                                        |
| Lambach                     | 57376      | Lambach                                       |
| Landange                    | 57377      | Landingen                                     |
| Landonvillers               | 57378      | Landdroff, Landenweiler                       |
| Landroff                    | 57379      | Landorf                                       |
| Laneuveville-en-Saulnois    | 57381      | Neuheim i. Lothr.                             |
| Laneuveville-lès-Lorquin    | 57380      | Neuendorf bei Lörchingen                      |
| Langatte                    | 57382      | Land, Langd                                   |
| Languimberg                 | 57383      | Langenberg                                    |
| Laning                      | 57384      | Lanningen                                     |
| Laquenexy                   | 57385      | Kenchen                                       |
| Laudrefang                  | 57386      | Lauderfingen, Lauterfangen                    |
| Laumesfeld                  | 57387      | Laumesfeld                                    |
| Launstroff                  | 57388      | Launsdorf                                     |
| Lelling                     | 57389      | Lellingen                                     |
| Lemberg                     | 57390      | Lemberg                                       |
| Lemoncourt                  | 57391      | Lemhofen                                      |
| Lemud                       | 57392      | Mud                                           |
| Lengelsheim                 | 57393      | Lengelsheim                                   |
| Léning                      | 57394      | Leiningen                                     |
| Lesse                       | 57395      | Lesch                                         |
| Lessy                       | 57396      | Lessingen                                     |
| Ley                         | 57397      | Ley                                           |
| Leyviller                   | 57398      | Leyweiler                                     |
| Lezey                       | 57399      | Litzingen                                     |
| Lidrequin                   | 57400      | Linderchen                                    |
| Lidrezing                   | 57401      | Liedersingen                                  |
| Liederschiedt               | 57402      | Liederscheid                                  |
| Liéhon                      | 57403      | Lieheim                                       |
| Lindre-Basse                | 57404      | Niederlinder                                  |
| Lindre-Haute                | 57405      | Oberlinder                                    |
| Liocourt                    | 57406      | Linhofen                                      |
| Lixheim                     | 57407      | Lixheim                                       |
| Lixing-lès-Rouhling         | 57408      | Lixingen                                      |
| Lixing-lès-Saint-Avold      | 57409      | Lixingen                                      |
| Logne                       |            | Lensen, Leiserhof                             |
| Lommerange                  | 57411      | Lommeringen, Lömeringen                       |
| Longeville-lès-Metz         | 57412      | Longeville bei Metz, Langenheim               |
| Longeville-lès-Saint-Avold  | 57413      | Lungenfeld, Lubeln                            |
| Lorquin                     | 57414      | Lœrchingen, Lörchingen                        |
| Lorry-lès-Metz              | 57415      | Lorringen, Lorry bei Metz                     |
| Lorry-Mardigny              | 57416      | Lorringen-Mardeningen                         |
| Lostroff                    | 57417      | Losdorf                                       |
| Loudrefing                  | 57418      | Lauterfingen                                  |
| Loupershouse                | 57419      | Lupershausen, Luppershausen                   |
| Loutremange                 | 57420      | Lautermingen                                  |
| Loutzviller                 | 57421      | Lutzweiler                                    |
| Louvigny                    | 57422      | Loveningen                                    |
| Lubécourt                   | 57423      | Lubenhofen                                    |
| Lucy                        | 57424      | Lixingen                                      |
| Luppy                       | 57425      | Luppingen                                     |
| Luttange                    | 57426      | Leuchtingen, Luchtingen, Lüttingen            |
| Lutzelbourg                 | 57427      | Lützburg, Lützelburg                          |
| Macheren                    | 57428      | Machern                                       |
| Macquenom                   |            | Mackenhofen, Machenhoven                      |
| Magny                       | 57429      | Manningen                                     |
| Mainvillers                 | 57430      | Mayweiler, Maiweiler                          |
| Maizeroy                    | 57431      | Macherich                                     |
| Maizery                     | 57432      | Macheringen                                   |
| Maizières-lès-Metz          | 57433      | Macheren bei Metz                             |
| Maizières-lès-Vic           | 57434      | Machern bei Wich                              |
| Malancourt-la-Montagne      | 57435      | Malandshofen                                  |
| Malaucourt-sur-Seille       | 57436      | Mallhofen                                     |
| Malling                     | 57437      | Mallingen, Mällingen                          |
| Malroy                      | 57438      | Malrich                                       |
| Mancy                       |            | Menchen, Mersch                               |
| Manderen                    | 57439      | Mandern                                       |
| Manhoué                     | 57440      | Manwald                                       |
| Manom                       | 57441      | Monhofen, Munhoven                            |
| Many                        | 57442      | Nidrum, Niederum                              |
| Marange-Silvange            | 57443      | Märingen, Maringen Maringen-Silvingen         |
| Marange-Zondrange           | 57444      | Märing, Möhringen-Zondringen                  |
| Marieulles                  | 57445      | Mariellen                                     |
| Marimont-lès-Bénestroff     | 57446      | Morsberg                                      |
| Marly                       | 57447      | Marleien, Marlingen (1940)                    |
| Marsal                      | 57448      | Salzmar                                       |
| Marsilly                    | 57449      | Marzellingen                                  |
| Marthille                   | 57451      | Marthil                                       |
| La Maxe                     | 57452      | Masch                                         |
| Maxstadt                    | 57453      | Maxstadt                                      |
| Mécleuves                   | 57454      | Mekleven                                      |
| Mégange                     | 57455      | Mengen                                        |
| Meisenthal                  | 57456      | Meisenthal                                    |
| Menskirch                   | 57457      | Menskirchen                                   |
| Merlebach                   | 57458      | Merlenbach                                    |
| Merschweiller               | 57459      | Merschweiler                                  |
| Merten                      | 57460      | Merten                                        |
| Métairies-Saint-Quirin      | 57461      | Quirinsweiler                                 |
| Metting                     | 57462      | Mettingen                                     |
| Metz                        | 57463      | Metz                                          |
| Metzange                    |            | Metzingen, Metzing                            |
| Metzeresche                 | 57464      | Metzer-Esch, Metzeresch                       |
| Metzervisse                 | 57465      | Metzerwiese                                   |
| Metzing                     | 57466      | Metzingen                                     |
| Mey                         | 57467      | Maien                                         |
| Mittelbronn                 | 57468      | Mittelbronn                                   |
| Mittersheim                 | 57469      | Mittersheim                                   |
| Molring                     | 57470      | Molringen                                     |
| Momerstroff                 | 57471      | Momesdorf                                     |
| Moncheux                    | 57472      | Monchern                                      |
| Moncourt                    | 57473      | Monhofen i. Lothr.                            |
| Mondelange                  | 57474      | Mondelingen, Mundelingen                      |
| Mondorff                    | 57475      | Mondorf                                       |
| Monneren                    | 57476      | Monneren                                      |
| Montbronn                   | 57477      | Mommeren/Mummeren, Mombronn                   |
| Montdidier                  | 57478      | Didersberg, Diedersberg                       |
| Montenach                   | 57479      | Montenach                                     |
| Montigny-lès-Metz           | 57480      | Monteningen                                   |
| Montois-la-Montagne         | 57481      | Montois-la-Montagne                           |
| Montoy-Flanville            | 57482      | Montingen                                     |
| Montrequienne               |            | Monterchen, Minztringen                       |
| Morhange                    | 57483      | Moerchingen, Mörchingen                       |
| Morlange                    |            | Morlangen                                     |
| Morlange-lès-Rémelange      |            | Moerlingen                                    |
| Morsbach                    | 57484      | Morsbach                                      |
| Morville-lès-Vic            | 57485      | Morville bei Vic, Morsheim                    |
| Morville-sur-Nied           | 57486      | Morsweiler a. d. Nied                         |
| Moulins-lès-Metz            | 57487      | Mühlen bei Metz                               |
| Moussey                     | 57488      | Mulsach                                       |
| Mouterhouse                 | 57489      | Mutterhausen                                  |
| Moyenvic                    | 57490      | Medewich                                      |
| Moyeuvre-Grande             | 57491      | Grossmoyeuvre, Grossmövern                    |
| Moyeuvre-Petite             | 57492      | Kleinmövern, Kleinmoyeuvre                    |
| Mulcey                      | 57493      | Milzingen                                     |
| Munster                     | 47394      | Münster                                       |
| Narbéfontaine               | 57495      | Memersbronn                                   |
| Nébing                      | 57496      | Nebingen                                      |
| Nelling                     | 57497      | Nellingen                                     |
| Neudelange                  |            | Noedlingen                                    |
| Neufchef                    | 57498      | Neunhäuser                                    |
| Neufgrange                  | 57499      | Neuscheuern, Neuscheuren                      |
| Neufmoulins                 | 57500      | Neumühlen                                     |
| Neufvillage                 | 57501      | Neudörfel                                     |
| Neunkirchen-lès-Bouzonville | 57502      | Neunkirchen                                   |
| Neunkirch-lès-Sarreguemines | 57503      | Neunkirchen                                   |
| Niderhoff                   | 57504      | Niederhof                                     |
| Niderviller                 | 57505      | Niederweiler                                  |
| Niederstinzel               | 57506      | Niederstinzel                                 |
| Niedervisse                 | 57507      | Niederwiese                                   |
| Nilvange                    | 57508      | Nilvingen, Nilwingen                          |
| Nitting                     | 57509      | Nitting                                       |
| Noisseville                 | 57510      | Noisseville                                   |
| Norroy-le-Veneur            | 57511      | Norringen                                     |
| Nouilly                     | 57512      | Niverlach                                     |
| Nousseviller-lès-Bitche     | 57513      | Nussweiler                                    |
| Nousseviller-Saint-Nabor    | 57514      | Nussweiler                                    |
| Nouvel-Avricourt            | 57042      | Deutsch Avricourt                             |
| Novéant-sur-Moselle         | 57515      | Neuburg i. Lothringen                         |
| Oberdorff                   | 57516      | Oberdorf                                      |
| Obergailbach                | 57517      | Obergailbach                                  |
| Oberstinzel                 | 57518      | Oberstinzel                                   |
| Obervisse                   | 57519      | Oberwiese                                     |
| Obreck                      | 57520      | Obreck                                        |
| Œting                       | 57521      | Oetingen                                      |
| Œutrange                    | 57522      | Œtringen, Oetringen                           |
| Ogy                         | 57523      | Ogingen                                       |
| Ohrenthal                   |            | Ohrenthal                                     |
| Olsberg                     |            | Olsberg                                       |
| Opperding                   |            | Opperdingen                                   |
| Ommeray                     | 57524      | Ommerich                                      |
| Oriocourt                   | 57525      | Orhofen                                       |
| Ormersviller                | 57526      | Ormersweiler                                  |
| Orny                        | 57527      | Ornach                                        |
| Oron                        | 57528      | Orn                                           |
| Ottange                     | 57529      | OEttingen, Ottingen                           |
| Ottonville                  | 57530      | Ottendorf, Ottendorff                         |
| Oudrenne                    | 57531      | Udern                                         |
| Pagny-lès-Goin              | 57532      | Paningen, Pagny bei Goin                      |
| Pange                       | 57533      | Spangen                                       |
| Peltre                      | 57534      | Pelter                                        |
| Petit-Réderching            | 57535      | Kleinrederchingen                             |
| Petit-Tenquin               | 57536      | Kleintänchen                                  |
| Petite-Rosselle             | 57537      | Kleinrosseln                                  |
| Pettoncourt                 | 57538      | Pettenhofen                                   |
| Pévange                     | 57539      | Pewingen                                      |
| Phalsbourg                  | 57540      | Pfalsburg, Pfalzburg                          |
| Philippsbourg               | 57541      | Philippsburg                                  |
| Piblange                    | 57542      | Pieblingen                                    |
| Pierrevillers               | 57543      | Petersweiler                                  |
| Plaine-de-Walsch            | 57544      | Hochwalsch                                    |
| Plappeville                 | 57545      | Papolsheim                                    |
| Plesnois                    | 57546      | Plenach                                       |
| Pommérieux                  | 57547      | Pommeringen                                   |
| Pont-à-Chaussy              |            | Kelsch                                        |
| Pontigny                    |            | Niedbrücken                                   |
| Pontoy                      | 57548      | Pontingen                                     |
| Pontpierre                  | 57549      | Steinbiedersdorf, Biedersdorff                |
| Porcelette                  | 57550      | Porzelet                                      |
| Postroff                    | 57551      | Postdorf                                      |
| Pouilly                     | 57552      | Pullingen                                     |
| Pournoy-la-Chétive          | 57553      | Kleinprunach                                  |
| Pournoy-la-Grasse           | 57554      | Grossprunach                                  |
| Prévocourt                  | 57555      | Probsthofen                                   |
| Puttelange-aux-Lacs         | 57556      | Püttlingen                                    |
| Puttelange-lès-Thionville   | 57557      | Pitlingen bei Rodenmachern, Püttlingen        |
| Puttigny                    | 57558      | Püttingen                                     |
| Puzieux                     | 57559      | Püschingen                                    |
| Racrange                    | 57560      | Rakringen                                     |
| Rahling                     | 57561      | Rahlingen                                     |
| Ranguevaux                  | 57562      | Rangwall                                      |
| Raville                     | 57563      | Rollingen,                                    |
| Réchicourt-le-Château       | 57564      | Rixingen                                      |
| Rédange                     | 57565      | Redingen                                      |
| Réding                      | 57566      | Rieding                                       |
| Rémelange                   |            | Remelingen                                    |
| Rémelfang                   | 57567      | Remelfangen                                   |
| Rémelfing                   | 57568      | Remelfingen                                   |
| Rémeling                    | 57569      | Reimelingen                                   |
| Rémering                    | 57570      | Reimeringen                                   |
| Rémering-lès-Puttelange     | 57571      | Remeringen                                    |
| Rémilly                     | 57572      | Remelach                                      |
| Réning                      | 57573      | Reiningen                                     |
| Retonfey                    | 57575      | Raitenbuchen                                  |
| Rettel                      | 57576      | Rettel                                        |
| Reyersviller                | 57577      | Reyersweiler                                  |
| Rezonville                  | 57578      | Rezonville                                    |
| Rhodes                      | 57579      | Rodt                                          |
| Riche                       | 57580      | Reich                                         |
| Richeling                   | 57581      | Richlingen                                    |
| Richemont                   | 57582      | Reichersberg,                                 |
| Richeval                    | 57583      | Reichental                                    |
| Rimling                     | 57584      | Rimlingen                                     |
| Ritzing                     | 57585      | Ritzingen                                     |
| Rochonvillers               | 57586      | Ruxweiler, Rotzweiler                         |
| Rodalbe                     | 57587      | Rodalben                                      |
| Rodemack                    | 57588      | Rodenmachern, Rodemacher Rodemachern          |
| Rohrbach-lès-Bitche         | 57589      | Rohrbach                                      |
| Rolbing                     | 57590      | Rolbingen                                     |
| Rombas                      | 57591      | Rombach                                       |
| Romelfing                   | 57592      | Rommelfingen                                  |
| Roncourt                    | 57593      | Ronhofen                                      |
| Roppeviller                 | 57594      | Roppweiler                                    |
| Rorbach-lès-Dieuze          | 57595      | Rohrbach                                      |
| Rosbruck                    | 57596      | Rossbrücken                                   |
| Rosselange                  | 57597      | Rosslingen, Roslingen                         |
| Rouhling                    | 57598      | Ruhlingen                                     |
| Roupeldange                 | 57599      | Ruplingen                                     |
| Roussy-le-Village           | 57600      | Dorf-Rötgen, Dorf Ruttgen, Rüttgen            |
| Rozérieulles                | 57601      | Roseringen                                    |
| Rurange-lès-Thionville      | 57602      | Riederchingen/Rederchen, Ruringen, Rörchingen |
| Rurange-lès-Mégange         |            | Rörchingen                                    |
| Russange                    | 57603      | Rüssingen                                     |
| Rustroff                    | 57604      | Rüsdorf                                       |
| Sailly-Achâtel              | 57605      | Sallach                                       |
| Saint-Avold                 | 57606      | Sankt-Avold                                   |
| Sainte-Barbe                | 57607      | Sankt-Barbara                                 |
| Saint-Bernard               | 57608      | Sankt-Bernhard                                |
| Saint-Epvre                 | 57609      | Sankt-Erffert                                 |
| Saint-François-Lacroix      | 57610      | Sankt-Franz                                   |
| Saint-Georges               | 57611      | Sankt-Georg                                   |
| Saint-Hubert                | 57612      | Villers Bettnach                              |
| Saint-Jean-de-Bassel        | 57613      | Sankt-Johann von Bassel                       |
| Saint-Jean-Kourtzerode      | 57614      | Sankt-Johann-Kurzerode                        |
| Saint-Jean-Rohrbach         | 57615      | Johannsrohrbach                               |
| Saint-Julien-lès-Metz       | 57616      | Sankt-Julian                                  |
| Saint-Jure                  | 57617      | Sankt-Jürgen                                  |
| Saint-Louis                 | 57618      | Sankt-Ludwig bei Pfalzburg                    |
| Saint-Louis-lès-Bitche      | 57619      | Münzthal                                      |
| Saint-Médard                | 57621      | Sankt-Medard                                  |
| Saint-Privat-la-Montagne    | 57622      | Sankt-Privat                                  |
| Saint-Quirin                | 57623      | Sankt-Quirin                                  |
| Salonnes                    | 57625      | Salzdorf                                      |
| Sanry-lès-Vigy              | 57626      | Sanry bei Vigy, Sanringen bei Wigingen        |
| Sanry-sur-Nied              | 57627      | Sanry a. d. Nied, Sanringen a.d. Nied         |
| Sarralbe                    | 57628      | Saaralben                                     |
| Sarraltroff                 | 57629      | Saaraltdorf                                   |
| Sarrebourg                  | 57630      | Saarburg                                      |
| Sarreguemines               | 57631      | Saargemünd                                    |
| Sarreinsberg                | 57632      | Sareinsberg                                   |
| Sarreinsming                | 57633      | Saareinsmingen                                |
| Saulny                      | 57634      | Salnach                                       |
| Schalbach                   | 57635      | Schalbach                                     |
| Schmittviller               | 57636      | Schmittweiler                                 |
| Schneckenbusch              | 57637      | Schneckenbusch                                |
| Schœneck                    | 57638      | Schönecken                                    |
| Schorbach                   | 57639      | Scorbach                                      |
| Schwerdorff                 | 57640      | Schwerdorf                                    |
| Schweyen                    | 57641      | Schweyen                                      |
| Scy-Chazelles               | 57642      | Sigach                                        |
| Secourt                     | 57643      | Unterhofen                                    |
| Seingbouse                  | 57644      | Sengbusch                                     |
| Semécourt                   | 57645      | Sigmarshofen                                  |
| Serémange-Erzange           | 57647      | Schremingen, Schremingen-Ersingen             |
| Servigny-lès-Raville        | 57648      | Silbernachen                                  |
| Servigny-lès-Sainte-Barbe   | 57649      | Servingen bei Ste-Barbe                       |
| Sierck-les-Bains            | 57650      | Bad Sierck                                    |
| Siersthal                   | 57651      | Siersthal                                     |
| Sillegny                    | 57652      | Sillningen                                    |
| Silly-en-Saulnois           | 57653      | Sillingen                                     |
| Silly-sur-Nied              | 57654      | Sillers                                       |
| Singling                    |            | Singlingen                                    |
| Solgne                      | 57655      | Solgen                                        |
| Sorbey                      | 57656      | Sorbach                                       |
| Sotzeling                   | 57657      | Sotzeling                                     |
| Soucht                      | 57658      | Sucht                                         |
| Spicheren                   | 57659      | Spichern                                      |
| Stiring-Wendel              | 57660      | Stieringen-Wendel, Stieringen Wendl           |
| Sturzelbronn                | 57661      | Stürtzelbronn                                 |
| Suisse                      | 57662      | Sülzen, Selsing                               |
| Talange                     | 57663      | Taling, Talingen                              |
| Tarquimpol                  | 57664      | Taichenphul                                   |
| Tenteling                   | 57665      | Tentelingen                                   |
| Terville                    | 57666      | Terwen                                        |
| Téterchen                   | 57667      | Teterchen                                     |
| Teting-sur-Nied             | 57668      | Tetingen                                      |
| Théding                     | 57669      | Thedingen                                     |
| Thicourt                    | 57670      | Diedersdorf                                   |
| Thimonville                 | 57671      | Thimmenheim                                   |
| Thionville                  | 57672      | Diedenhofen, Diedenhoven                      |
| Thonville                   | 57673      | Odersdorf                                     |
| Tincry                      | 57674      | Dinkrich                                      |
| Torcheville                 | 57675      | Dorsweiler                                    |
| Tragny                      | 57676      | Tranach                                       |
| Trémery                     | 57677      | Tremerchen                                    |
| Tressange                   | 57678      | Tressingen                                    |
| Tritteling-Redlach          | 57679      | Trittelingen                                  |
| Troisfontaines              | 57680      | Dreibrunnen                                   |
| Tromborn                    | 57681      | Tromborn                                      |
| Turquestein-Blancrupt       | 57682      | Türkstein                                     |
| Uckange                     | 57683      | Ueckingen, Uckingen                           |
| Urbach                      |            | Urbach a. d. Breusch                          |
| Vahl-Ebersing               | 57684      | Vahl-Ebersing                                 |
| Vahl-lès-Bénestroff         | 57685      | Vahl                                          |
| Vahl-lès-Faulquemont        | 57686      | Vahlen, Wahlen                                |
| Val-de-Bride                | 57270      | Genesdorf                                     |
| Le Val-de-Guéblange         | 57267      | Geblingen, Geblingerdahl                      |
| Vallerange                  | 57687      | Walleringen                                   |
| Vallières-lès-Metz          | 57688      | Wallern                                       |
| Valmestroff                 | 57689      | Valmesdorf, Walmesdorf                        |
| Valmont                     | 57690      | Walmen                                        |
| Valmunster                  | 57691      | Valmünster                                    |
| Vannecourt                  | 57692      | Warnhofen                                     |
| Vantoux                     | 57693      | Wanten                                        |
| Vany                        | 57694      | Warningen                                     |
| Varize                      | 57695      | Waibelskirchen, Weibelskirchen                |
| Varsberg                    | 57696      | Varsberg                                      |
| Vasperviller                | 57697      | Wasperweiler                                  |
| Vatimont                    | 57698      | Weltersburg, Wallersberg                      |
| Vaudoncourt                 | 57699      | Wieblingen                                    |
| Vaudreching                 | 57700      | Wallerchen                                    |
| Vaux                        | 57701      | Wals                                          |
| Vaxy                        | 57702      | Wastingen                                     |
| Veckersviller               | 57703      | Weckersweiler                                 |
| Veckring                    | 57704      | Weckringen                                    |
| Velving                     | 57705      | Welwingen                                     |
| Vergaville                  | 57706      | Wirtsdorf                                     |
| Vernéville                  | 57707      | Wernheim                                      |
| Verny                       | 57708      | Werningen                                     |
| Vescheim                    | 57709      | Weschheim                                     |
| Veymerange                  | 57710      | Weimeringen                                   |
| Vibersviller                | 57711      | Wiebersweiler                                 |
| Vic-sur-Seille              | 57712      | Wich                                          |
| Videlange                   | 57590      | Wittrengen ou Widrengen, Videlingen           |
| Vieux-Lixheim               | 57713      | Altlixheim                                    |
| Vigny                       | 57715      | Wingert                                       |
| Vigy                        | 57716      | Wigingen                                      |
| Viller                      | 57717      | Viller                                        |
| Villers-Stoncourt           | 57718      | Stondorf                                      |
| Villers-sur-Nied            | 57719      | Niedweiler, Villers a. d. Nied                |
| Villing                     | 57720      | Willingen                                     |
| Vilsberg                    | 57721      | Wilsberg                                      |
| Vintrange                   |            | Wintringen                                    |
| Vionville                   | 57722      | Vionville                                     |
| Virming                     | 57723      | Wirmingen                                     |
| Vitrange                    |            | Witringen                                     |
| Vitry-sur-Orne              | 57724      | Wallingen                                     |
| Vittersbourg                | 57725      | Wittersburg                                   |
| Vittoncourt                 | 57726      | Wittenhofen                                   |
| Viviers                     | 57727      | Weiher, Fievers                               |
| Vœlfling-lès-Bouzonville    | 57749      | Wölflingen bei Busendorf                      |
| Voimhaut                    | 57728      | Wainwalz                                      |
| Volkrange                   | 57729      | Wolckringen, Volkringen                       |
| Volmerange-lès-Boulay       | 57730      | Volmeringen                                   |
| Volmerange-les-Mines        | 57731      | Volmeringen, Wollmeringen                     |
| Volmunster                  | 57732      | Wolmünster                                    |
| Volstroff                   | 57733      | Volsdorf, Wolsdorf                            |
| Voyer                       | 57734      | Weiher                                        |
| Vrémy                       | 57735      | Fremich                                       |
| Vry                         | 57736      | Verich                                        |
| Vulmont                     | 57737      | Wulberg                                       |
| Waldhouse                   | 57738      | Waldhausen                                    |
| Waldweistroff               | 57739      | Waldweisdorf                                  |
| Waldwisse                   | 57740      | Waldwiese                                     |
| Walscheid                   | 57741      | Walscheid                                     |
| Walschbronn                 | 57742      | Walschbronn                                   |
| Waltembourg                 | 57743      | Waldenburg                                    |
| Weidesheim                  |            | Weidesheim                                    |
| Weiskirch                   |            | Weißkirchen                                   |
| Welferding                  | 57744      | Wölferdingen                                  |
| Wiesviller                  | 57745      | Wiesweiler                                    |
| Willerwald                  | 57746      | Willerwald                                    |
| Wintersbourg                | 57747      | Wintersburg                                   |
| Wittring                    | 57748      | Wittringen                                    |
| Wœlfling-lès-Sarreguemines  | 57750      | Wölflingen bei Bliesbrück                     |
| Woippy                      | 57751      | Wappingen                                     |
| Woustviller                 | 57752      | Wustweiler                                    |
| Wuisse                      | 57753      | Wiss                                          |
| Xanrey                      | 57754      | Schenris                                      |
| Xocourt                     | 57755      | Schollhofen                                   |
| Xouaxange                   | 57756      | Schweixingen                                  |
| Yutz                        | 57757      | Geits, Jeutz                                  |
| Zarbeling                   | 57759      | Sarbelingen                                   |
| Zetting                     | 57760      | Settingen                                     |
| Zilling                     | 57761      | Zillingen                                     |
| Zimming                     | 57762      | Zimmingen                                     |
| Zommange                    | 57763      | Zemmingen                                     |
| Zoufftgen                   | 57764      | Souftgen, Suftgen                             |

### Correspondances toponymiques dans le département de Meurthe-et-Moselle
| Commune               | Code INSEE | Nom allemand                                        |
| --------------------- | ---------- | --------------------------------------------------- |
| Baccarat              | 54120      | Bargart,                                            |
| Badonviller           | 54540      | Phaltzwiller, Phaltz-veiller, Balzweiler,           |
| Bézange               | 54370      | Bessingen                                           |
| Blâmont               | 54450      | Blankenberg,, Blankinberg, Blankenburg              |
| Bréhain-la-Ville      | 54190      | Berchem, Bergheim                                   |
| Chambley              | 54890      | Schanble                                            |
| Haute-Seille          | -          | Hochforst                                           |
| Châtillon             | 54480      | Seig                                                |
| Deneuvre              | 54120      | Domfer                                              |
| Einville-au-Jard      | 54370      | Einsiedel, Einsel                                   |
| Essey-lès-Nancy       | 54270      | Esse bi Nansee                                      |
| Gondreville           | 54840      | Gunderfil                                           |
| Haussonville          | 54290      | Hassewil, Hassenvil, Hassvil, Hassavil              |
| Herserange            | 54440      | Herseringen,                                        |
| Hussigny              | 54590      | Husingen,                                           |
| Longwy                | 54400      | Longwich, Langich                                   |
| Lunéville             | 54300      | Lienstadt, Lienstat                                 |
| Marbache              | 54820      | Marbech, Marbeche                                   |
| Mont-Saint-Martin     | 54350      | Mertzberg,                                          |
| Nancy                 | 54000      | Nanzig, Nansee, Nanse, Nanssen, Nansi,              |
| Pierre-Percée         | 54540      | Langstein,                                          |
| Pont-à-Mousson        | 54700      | Puntemuss, Pontemuss, Pontenmoße, Pontemonsz        |
| Saint-Nicolas-de-Port | 54210      | Porte, Sankt-Niklaus ze Porte,, Sankt-Niklaus-Portt |
| Saulnes               | 54650      | Sonne                                               |
| Tiercelet             | 54190      | Laar                                                |
| Toul                  | 54200      | Tull, Toll,                                         |
| Vezouze               | Rivière    | Weiss, Wiss                                         |

### Correspondances toponymiques dans le département de la Meuse
| Commune       | Code INSEE | Nom allemand |
| ------------- | ---------- | ------------ |
| Commercy      | 55200      | Kamersche    |
| Étain         | 55400      | Stain        |
| Han-sur-Meuse | 55300      | Ham          |

### Correspondances toponymiques dans le département des Vosges

Carte de Specklin, 1576

Depuis l’antiquité romaine jusqu’au haut Moyen Âge, le Massif des Vosges  sur son versant lorrain au sud correspond au Chaumontois qui prend le nom allemand Kalmenzgau ,. Traditionnellement, le Chaumontois va des sources de la Meurthe et de la Moselle sous les crêtes jusqu’à leur confluence à Condé.
En langues vieille haut-allemande et moyenne haut-allemande, la montagne prit le nom Berg Wasichen ou Wasgau dans les sources médiévales dès que l’allemand de chancellerie commença à remplacer le latin ecclésiastique. Ces formes remontent également des termes latins basés soit sur « mons », soit sur « silva », à l’image de la Forêt Noire, Hercynia silva ou silva nigra ou Arduenna silva, où le mot silva rassemble les deux idées du relief et de la couverture forestière si caractéristique des massifs hercyniens d’Europe centrale ; pour les Vosges, on trouve vosegus mons, silva vosegi, ou simplement Vosegus, avec une extension du vocable beaucoup plus vaste que ce que l’on imagine communément aujourd’hui. À partir du XVIIe siècle, le vocable « Vogesen » commence à s’imposer ; dans la Topographie alsacienne de 1710, on lit « Vogesisches Gebürg ohnweit dem Teutschen Lothringen ».
Ces toponymes à consonance germanique en Lorraine aux confins des aires linguistiques alémano-franciques apparaissent dans diverses sources officielles ou non. Les graphies fluctuent suivant la langue vernaculaire de l’auteur plus ou moins dialectale ou des habitudes orthographiques du moment. Ils commencent à apparaitre dans les gloses et les entretiens à partir de l’époque carolingienne utilisés par les voyageurs et marchands gyrovagues ou également dans les chroniques médiévales,. Ils s’établissement progressivement dans les régestes impériales, ducales, comtales et seigneuriales, les livres de comptes et les ordonnances des états entretenant des relations commerciales et culturelles avec la Lorraine. Quand le droit coutumier répandu au Moyen Âge était mis par écrit, comme « les Coutumes des duchés de Lorraine et de Bar », différents lieux sont cités dans les deux langues vernaculaires : Remiremont alias Rumpelsberg.
| Commune, Sommet, région | Code INSEE | Nom(s) allemand(s)                                            |
| ----------------------- | ---------- | ------------------------------------------------------------- |
| Ban-de-Laveline         | 88520      | Lablin                                                        |
| Belval                  | 88210      | Belfa                                                         |
| Bertrimoutier           | 88520      | Wittkirch                                                     |
| La Bresse               | 88250      | Woll, Wolle, Wall, Walle,                                     |
| Bonne-Fontaine          | 88         | Gutbrunn,                                                     |
| Bruyères                | 88600      | Brüwirs                                                       |
| Bussang                 | 88540      | Büssingen                                                     |
| Col de Bussang          | 88540      | D’Steig                                                       |
| Les Censes              | 88520      | Hoff (Bertrimoutier)                                          |
| Châtel-sur-Moselle      | 88330      | Muselburg                                                     |
| Châtenois               | 88170      | Chastenag                                                     |
| Colroy-la-Grande        | 88490      | Groß-Colxÿ                                                    |
| Châtenois               | 88170      | Chastenag                                                     |
| Cornimont               | 88310      | Hornberg, Horneberg,                                          |
| La Croix-aux-Mines      | 88520      | Krütz, Crütz in Lothringen,                                   |
| Épinal                  | 88000      | Spinall, Spynal,                                              |
| Fraize                  | 88         | Freße, Frasse, Fresi                                          |
| Frapelle                | 88490      | Frobel                                                        |
| Gemaingoutte            | 88520      | Gemeingut                                                     |
| Gerbépal                | 88430      |                                                               |
| Gérardmer               | 88400      | Geroldsee, Gerzei                                             |
| Hurbache                | 88210      | Harbach,                                                      |
| Kemberg                 |            | Kemberg, Keburg, Kamberg,                                     |
| Layegoutte              | 88520      | Leigott                                                       |
| Lesseux                 | 88490      | Lisin                                                         |
| Longemer                | 88400      | Langensee,                                                    |
| Louschpach              | Col        | Luxpach, Luchspach                                            |
| Lubine                  | 88490      | Laubine, Loubingen                                            |
| Luvigny                 | 88110      | Liriger                                                       |
| Moussey                 | 88210      | Muße,                                                         |
| Neuvillers-sur-Fave     | 88100      | Neuweiler,                                                    |
| Plainfaing              | 88         | Plempfey                                                      |
| Plombières-les-Bains    | 88370      | Plumserbad, Plumers-Baad,                                     |
| Provenchères-sur-Fave   | 88490      | Pfiffers,                                                     |
| Rambervillers           | 88700      |                                                               |
| Remiremont              | 88200      | Romelsberg, Rümelsberg, Reimersberg,,Rimlisburg, Rumelsperg , |
| Raon-l'Étape            | 88110      | Rauwon                                                        |
| Retournemer             | 88400      | Simelsee                                                      |
| Robache                 | Rivière    | Rothenbach                                                    |
| Le Rudlin               | 88230      | Rudeling                                                      |
| Saint-Dié               | 88100      | Sankt-Diebolt, Sankt-Theodot,                                 |
| Saulxures               |            | Saßi                                                          |
| Saulxures-sur-Moselotte | 88290      | Sashür,                                                       |
| Spitzemberg             | 88490      | Spitzenberg                                                   |
| Vagney                  | 88120      | Wackenthal,                                                   |
| Le Valtin               | 88230      | Morz                                                          |
| Ventron                 | 88310      | Wintherau, Winterung,                                         |
| Les Vintergés           | 88310      | Wintersche Wasen,                                             |
| Vittel                  | 88800      | Vittelz                                                       |
| Wisembach               | 88520      | Wiesenbach, Visenbach, Weißenbach,                            |

### Correspondances toponymiques des pâturages d’altitude (Vosges – Haut-Rhin)
Avant le XVe siècle, le terme de chaume n’apparaît pas dans les sources. La première trace écrite remonte à des mentions fréquentes, mais aux graphies diverses, dans le livre des comptes de Ferry Fruet de la prévôté d’Arches, donc responsable des recettes des hauts pâturages exploités par les vachers et trayeurs alsaciens dont on sait qu’une grande partie était en fait suisse alémanique. Les textes anciens de la langue française parlent de la « haulte pasture » ou utilisent l’exonyme  « fête », « faîte » ou « Hautes Fêtes » qui sont les équivalents du terme qu’utilisent couramment les Alsaciens pour désigner les pelouses d’altitude destinées à l’estive dans les Vosges : « First »  ou « Fürst »,. Mot masculin dans le sens de poutre supérieure d’un comble, passé en français au XVIe siècle sous la forme « faîte » pour désigner la poutre, le sommet et le point culminant, il a plus souvent le genre féminin en alsacien quand il désigne les pâturages d’altitudes vosgiens. De ce fait, on lit « Die Hohen Firsten » (Les Hautes Chaumes). Du coup, il ne faut pas confondre ce que l’on appellera un siècle plus tard avec le transfert des chaumes aux ducs de Lorraine en 1579 le « Grand Pasturage » ou « Hault-de-Chaumes » ou « Haultes-Chaumes » car les dernières ne désignent que les estives sommitales des crêtes vosgiennes dépendant des prévôté d’Arches, Bruyères et Saint-Dié. Le terme générique de chaume s’est imposé en concurrence avec le mot « gazon » calqué sur l’allemand régional « Wasen », en patois roman voison. Le terme vosgien « voison » ou « wason » apparaît essentiellement dans les comptes du XVIIe siècle  pour les chaumes situées entre le Reicheberg et la Schlucht : le voison du Faing, de Feste ou de Tanneck. Dans les autres secteurs, on emploie volontiers le mot « gazon » comme partie de pelouse attribuée à un marcaire et un nombre précis de vaches sur une chaume qui en comporte plusieurs.
La dimension frontalière sur le plan linguistique apparaît également dans les textes quand les Lorrains parlent en 1316 de  « la montengne de Feste par devers Alemaigne », l’Allemagne étant ici les terres où pour les Lorrains romans on parle l’allemand ou un allemand, c’est-à-dire la partie mosellane germanophone actuelle plus une partie de la Sarre en Allemagne aujourd’hui. Les Allemands sont ceux qui parlent une langue germanique au sens large. À l’inverse, les Alsaciens germanophones nommaient la chaume « der Virst gegen welschen landen » (la chaume aux portes des pays romans).
| Chaume, Gazon                                              | Prévôté   | Nom allemand Chaumes                              |
| ---------------------------------------------------------- | --------- | ------------------------------------------------- |
| Drumont, Tête de Fellernique                               | Arches    | Feyling,, Fayling, Trumenkopf                     |
| Neufs-Bois                                                 | Arches    | ’s Neuwäldet                                      |
| Fonyer, Fonié, Fonyere, Foignie, Faunier                   | Bruyères  | Schirmsberg,                                      |
| Lanversgoutte, l'Enversgoutte, La Vergotte, Renversgoutte  | Bruyères  | Gauritz, Hauritz,                                 |
| Belbriette, Babride, Bebriette, Bebinde Briebatte,         | Bruyères  | Bebenriedt, Bieberiedt,                           |
| Balveurche, Balvurche, Balwerche                           | Bruyères  | Bellefürst, Bellfirst,, Belleforst                |
| Le Haut-Rouan, Haut de Rouen                               | Arches    | Brambach, Branbach, Brunbach                      |
| Fachepremont, Vespremont, Lespermont, Phaspremont          | Arches    | Vespermündt,Vespermun,                            |
| Saint-Jacques                                              | Arches    | Joserberg, Joserperg,                             |
| Groulin, Grouvelin, Grouvelain                             | Arches    | Grawel,                                           |
| Champy, Chempy, Ficherat                                   | Arches    | Fischeren, Fischern,                              |
| Chitelet, Schleteleck                                      | Arches    | Schliechtly,, Schliechtti, Schlichtli, Hechilleti |
| Schmargoutte                                               | Arches    | Schmalgurtel,                                     |
| Breitsouzen, Bretzouze, Brethzouzen, Bertsassora           | Arches    | Breydsosseren, Breytsossern, Bresthaus            |
| Ferschuss, Ferchemuss, Philchemus, Phulchemus, Furstumes   | Arches    | Fürstmuss, Furstmusz, Firstum,                    |
| Rotabac, Valche Rotabac                                    | Arches    | Rotenbach,Rotebach                                |
| La Vieille-Montagne, Altemberg                             | Arches    | Altenberg,                                        |
| Petershutt                                                 | Arches    | Petershütt,                                       |
| Grand Ventron                                              | Arches    | Wintherau,, Wynteraw                              |
| Forgoutte, Forgotte                                        | Arches    | Vorgodt,                                          |
| Sérichamp, Sourichamps, Sourgchamps, Seurichamps, Srichamp | Saint-Dié | Missberg, Mensberg                                |
| Vintergés, Vintehée, Vintergis, Ventregé, Venterzéy        | Arches    | Wyntersee, Wintersee                              |